# Manuela Lareo
Manuela "Manu" Lareo Polanco (Vitoria, Álava, 29 de mayo de 1992) es una entrenadora y exjugadora de fútbol que jugaba como delantera. Nacida en España de madre dominicana, fue internacional absoluta con la selección de la República Dominicana, en la que actualmente ejerce como asistente técnica.

## Trayectoria
Habitualmente juega como delantera en la banda derecha, aunque también puede jugar en la posición de punta, y se caracteriza por ser desequilibrante. 
Se inició en el mundo del fútbol en el equipo de fútbol sala de su colegio en Vitoria.
Comenzó a jugar al fútbol en el Club Deportivo Aurrera de Vitoria, donde permaneció 4 temporadas, hasta que dio el salto a fútbol profesional de la mano del Athletic Club en 2010. Tras otras 4 temporadas en el club, fichó por el Valencia CF por una temporada. En 2015, la Real Sociedad decidió incorporla a sus filas para reforzar la delantera.
Ha sido internacional con la selección española sub-17 y sub-19.

## Clubes
| Club                | País   | Año         |
| ------------------- | ------ | ----------- |
| C.D Aurrera Vitoria | España | 2006 - 2010 |
| Athletic Club       | España | 2010 - 2014 |
| Valencia CF         | España | 2014 - 2015 |
| Real Sociedad       | España | 2015 - 2021 |
| R.C.D. Espanyol     | España | 2021 - 2022 |

## Palmarés

### Campeonatos nacionales
| Título           | Club          | País   | Año       |
| ---------------- | ------------- | ------ | --------- |
| Copa de la Reina | Real Sociedad | España | 2018-2019 |